# Electronic Sports World Cup
Electronic Sports World Cup – mistrzostwa świata w grach komputerowych.
ESWC są rozgrywane corocznie we Francji (wyjątek stanowił rok 2008, kiedy były organizowane w San José w USA) i organizowane przez firmę Games Services. Kwalifikacją do finałów mistrzostw są rozgrywki krajowe.

## Historia
| Data                          | Miejscowość | Państwo | Liczba ekip | Liczba sportowców | Liczba konkurencji |
| ----------------------------- | ----------- | ------- | ----------- | ----------------- | ------------------ |
| ESWC 2003 (8 VII – 13 VII)    | Poitiers    | Francja | 37          | 358               | 5                  |
| ESWC 2004 (6 VII – 11 VII)    | Poitiers    | Francja | 41          | 400               | 7                  |
| ESWC 2005 (6 VII – 10 VII)    | Paryż       | Francja | 45          | 650               | 7                  |
| ESWC 2006 (30 VI – 2 VII)     | Paryż       | Francja | 53          | 750               | 7                  |
| ESWC 2007 (5 VII – 8 VII)     | Paryż       | Francja | 51          | 750               | 6                  |
| ESWC 2008 (25 VIII – 27 VIII) | San Jose    | USA     | 40          | 650               | 6                  |
| ESWC 2010 (30 VI – 4 VII)     | Paryż       | Francja | –           | –                 | –                  |

## Statystyka medalowa
| Klasyfikacja medalowa | Klasyfikacja medalowa | Klasyfikacja medalowa | Klasyfikacja medalowa | Klasyfikacja medalowa | Klasyfikacja medalowa |
| Lp.                   | Państwo               | Złoto                 | Srebro                | Brąz                  | Razem                 |
| --------------------- | --------------------- | --------------------- | --------------------- | --------------------- | --------------------- |
| 1.                    | Francja               | 8                     | 6                     | 7                     | 21                    |
| 2.                    | Szwecja               | 4                     | 6                     | 5                     | 15                    |
| 3.                    | Niemcy                | 4                     | 4                     | 6                     | 14                    |
| 4.                    | Stany Zjednoczone     | 4                     | 4                     | 2                     | 10                    |
| 5.                    | Korea Południowa      | 6                     | 1                     | 1                     | 8                     |
| 6.                    | Holandia              | 3                     | 1                     | 4                     | 8                     |
| 7.                    | Polska                | 3                     | 1                     | 0                     | 4                     |
| 8.                    | Rosja                 | 2                     | 2                     | 3                     | 7                     |
| 9.                    | Dania                 | 2                     | 2                     | 2                     | 6                     |
| 10.                   | Brazylia              | 1                     | 2                     | 0                     | 3                     |
| 11.                   | Białoruś              | 1                     | 1                     | 0                     | 2                     |
| 12.                   | Arabia Saudyjska      | 1                     | 0                     | 0                     | 1                     |
| 12.                   | Singapur              | 1                     | 0                     | 0                     | 1                     |
| 14.                   | Chiny                 | 0                     | 2                     | 6                     | 8                     |
| 15.                   | Austria               | 0                     | 2                     | 0                     | 2                     |
| 16.                   | Chorwacja             | 0                     | 1                     | 0                     | 1                     |
| 16.                   | Norwegia              | 0                     | 1                     | 0                     | 1                     |
| 16.                   | Malezja               | 0                     | 1                     | 0                     | 1                     |
| 16.                   | Martynika             | 0                     | 1                     | 0                     | 1                     |
| 16.                   | Włochy                | 0                     | 1                     | 0                     | 1                     |
| 21.                   | Hiszpania             | 0                     | 0                     | 2                     | 2                     |
| 22.                   | Belgia                | 0                     | 0                     | 1                     | 1                     |
| 22.                   | Kanada                | 0                     | 0                     | 1                     | 1                     |

| Klasyfikacja medalowa | Klasyfikacja medalowa                | Klasyfikacja medalowa | Klasyfikacja medalowa | Klasyfikacja medalowa | Klasyfikacja medalowa |
| Lp.                   | Państwo                              | Złoto                 | Srebro                | Brąz                  | Razem                 |
| --------------------- | ------------------------------------ | --------------------- | --------------------- | --------------------- | --------------------- |
| 1.                    | Europa                               | 27                    | 27                    | 30                    | 84                    |
| 2.                    | Azja                                 | 8                     | 4                     | 7                     | 19                    |
| 3.                    | Ameryka Północna, Środkowa i Karaiby | 4                     | 5                     | 3                     | 12                    |
| 4.                    | Ameryka Południowa                   | 1                     | 2                     | 0                     | 3                     |